# Pseudoeriosema homblei
Pseudoeriosema homblei är en ärtväxtart som först beskrevs av De Wild., och fick sitt nu gällande namn av Lucien Leon Hauman. Pseudoeriosema homblei ingår i släktet Pseudoeriosema och familjen ärtväxter. Inga underarter finns listade i Catalogue of Life.